# ساوتند-آن-سی
ساوتند-آن-سی (به انگلیسی: Southend-on-Sea) شهری در منطقهٔ منچستر-لیورپول کشور انگلستان است که این کشور خود بخشی از بریتانیا محسوب می‌شود. این شهر در سال ۱۹۹۱ میلادی ۱۵۸٫۵۱۷ نفر جمعیت داشته و در سرشماری سال ۲۰۰۱ جمعیت آن به ۱۶۰٫۲۵۷ نفر رسیده‌است. میزان رشد سالانهٔ جمعیت ساوتند-آن-سی ‎-۰٫۲۸ درصد می‌باشد و جمعیت این شهر در سال ۲۰۱۲ به ۱۵۵٫۳۱۰ نفر تغییر یافت.